# Ekonomiåret 1906

## Händelser
- 13 mars - Arbetsgivaren stänger Mackmyra sulfitfabrik i Gävle och vräker arbetarna från bostäderna på grund av att de bildat en fackförening. Efter ett halvår medges förhandlingsrätt.
- 28 april - Norrländska förbudslagen, som begränsar företags möjligheter att förvärva skog i Norrland, antas av den svenska riksdagen.[1]
- 17-18 september - Svenska Elektrikerförbundet grundas.
- Handelsanställdas förbund grundas.

## Bildade företag
- Januari - Svenska energiföretaget Sydsvenska Kraft AB grundas i Sverige.[2]